# مونتاگو گیلبرت جرارد
مونتاگو گیلبرت جرارد (به انگلیسی: Sir Montagu Gilbert Gerard) (۱۹۰۵ - ۱۸۴۲ میلادی) ژنرالی اسکاتلندی بود. او در نواحی هند مسئولیت توپخانه صحرایی را به عهده داشت و در سال ۱۸۷۰ میلادی به سپاه کارکنان بنگال پیوست. در طول جنگ دوم افغانستان (۱۸۷۸–۱۸۸۰ میلادی) به عنوان سرگرد بریگاد عمل می‌کرد. جرارد در سال ۱۸۸۱ برای انجام ماموریت‌های مخفی به ایران اعزام شده بود. مونتاگو گیلبرت جرارد در سال ۱۹۰۵ درگذشت.